# Kreuzkirche (Oberglogau)

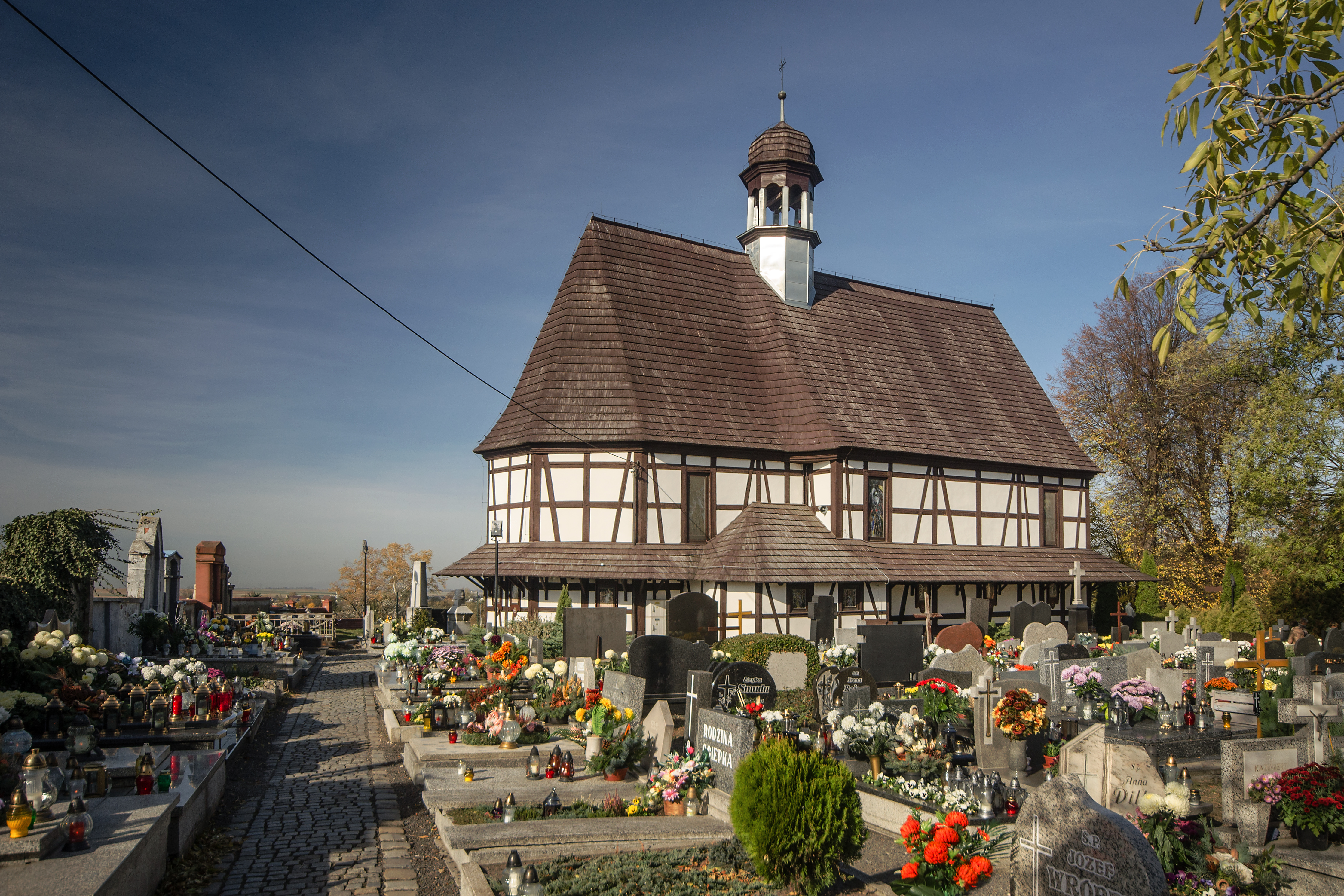
Südostseite der Friedhofskirche zum heiligen Kreuz

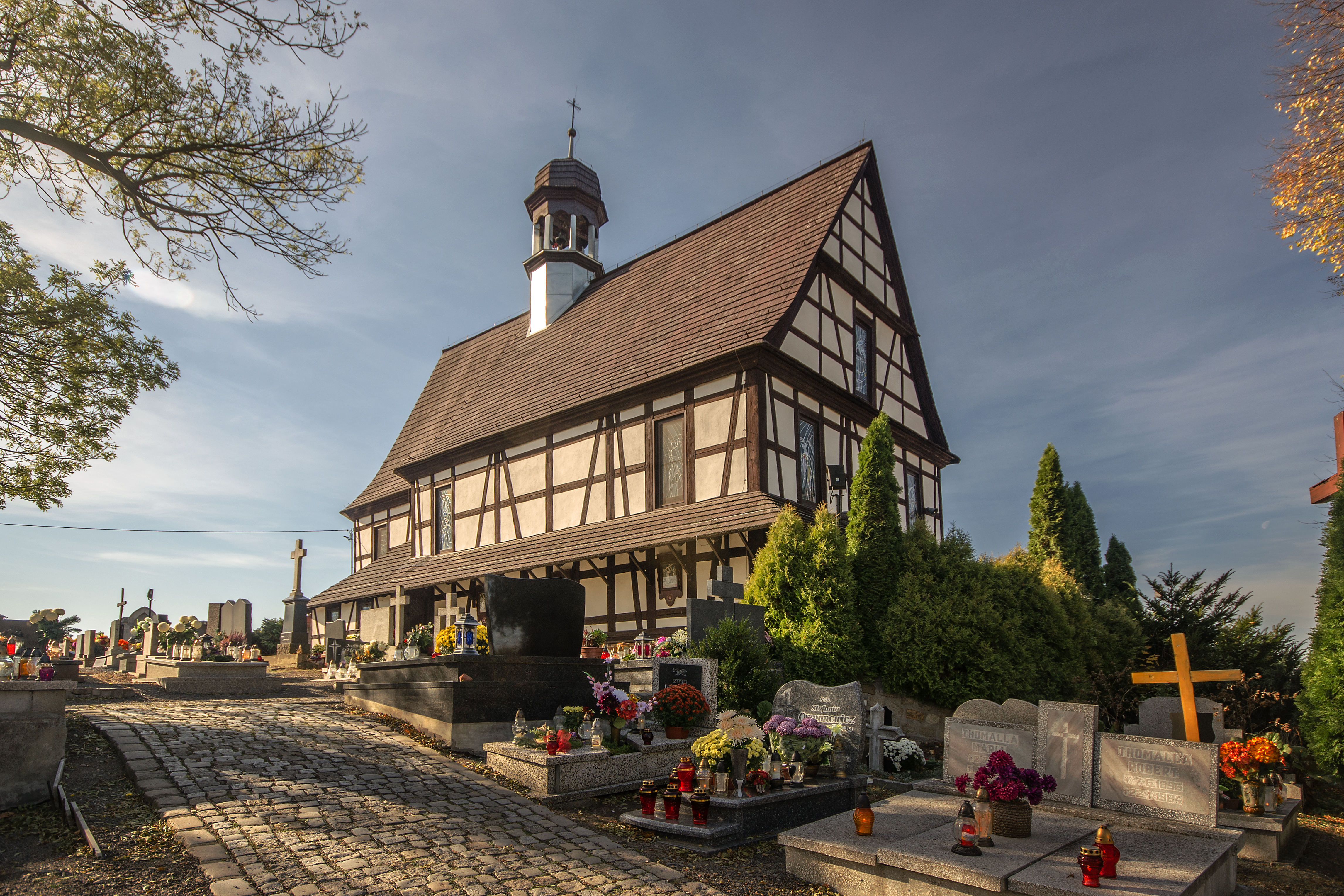
Nordostfront der Friedhofskirche

Die Kreuzkirche im oberschlesischen Oberglogau (Głogówek) ist eine römisch-katholische Friedhofskirche aus Fachwerk aus dem 18. Jahrhundert. Sie befindet sich auf einer Anhöhe in der Nähe der Oberglogauer Altstadt und besitzt eine Glocke in einem Dachreiter. Sie gehört der Pfarrgemeinde St. Bartholomäus in Oberglogau an.

## Geschichte
Die Kreuzkirche wurde 1705 errichtet und von der Oberglogauer Witwe Anna Pietruschka aus Hinterdorf gestiftet. Sie wurde im Inneren mit Holzfiguren aus dem 17. und 18. Jahrhundert ausgestattet. Darunter Darstellungen des gekreuzigten Jesu Christi, Marias und des heiligen Johannes. Außerdem befindet sich eine Pietà im Stil von Michelangelo in der Kirche. An der Außenfassade geschützt unter einem Vordach wurden Holztafeln mit Darstellungen der Stationen des Kreuzweges von Heinz Schiestl angebracht.
1934 wurde die Begräbniskirche mit Wandgemälden des Künstlers Hans Breinlinger ausgestaltet, dieser schuf die vier Werke in 30 Tagen. Sie zeigen Christi Himmelfahrt, das Jüngste Gericht, den heiligen Georg und den heiligen Sebastian. 1951 wurde eine neue Glocke für den Dachreiter gegossen. Sie ist dem heiligen Franz geweiht.